# Вест (Мисисипи)
Вест (енгл. West) град је у америчкој савезној држави Мисисипи.

## Демографија
По попису из 2010. године број становника је 185, што је 35 (-15,9%) становника мање него 2000. године.
| Група             | 2000.       | 2010.      |
| Белци             | 124 (56,4%) | 88 (47,6%) |
| Афроамериканци    | 94 (42,7%)  | 97 (52,4%) |
| Азијати           | 1 (0,5%)    | 0 (0,0%)   |
| Хиспаноамериканци | 5 (2,3%)    | 0 (0,0%)   |
| Укупно            | 220         | 185        |